# Polyphylla anteronivea
Polyphylla anteronivea är en skalbaggsart som beskrevs av Hardy 1978. Polyphylla anteronivea ingår i släktet Polyphylla och familjen Melolonthidae. Inga underarter finns listade i Catalogue of Life.